# 克拉丽塔·冯·特罗特

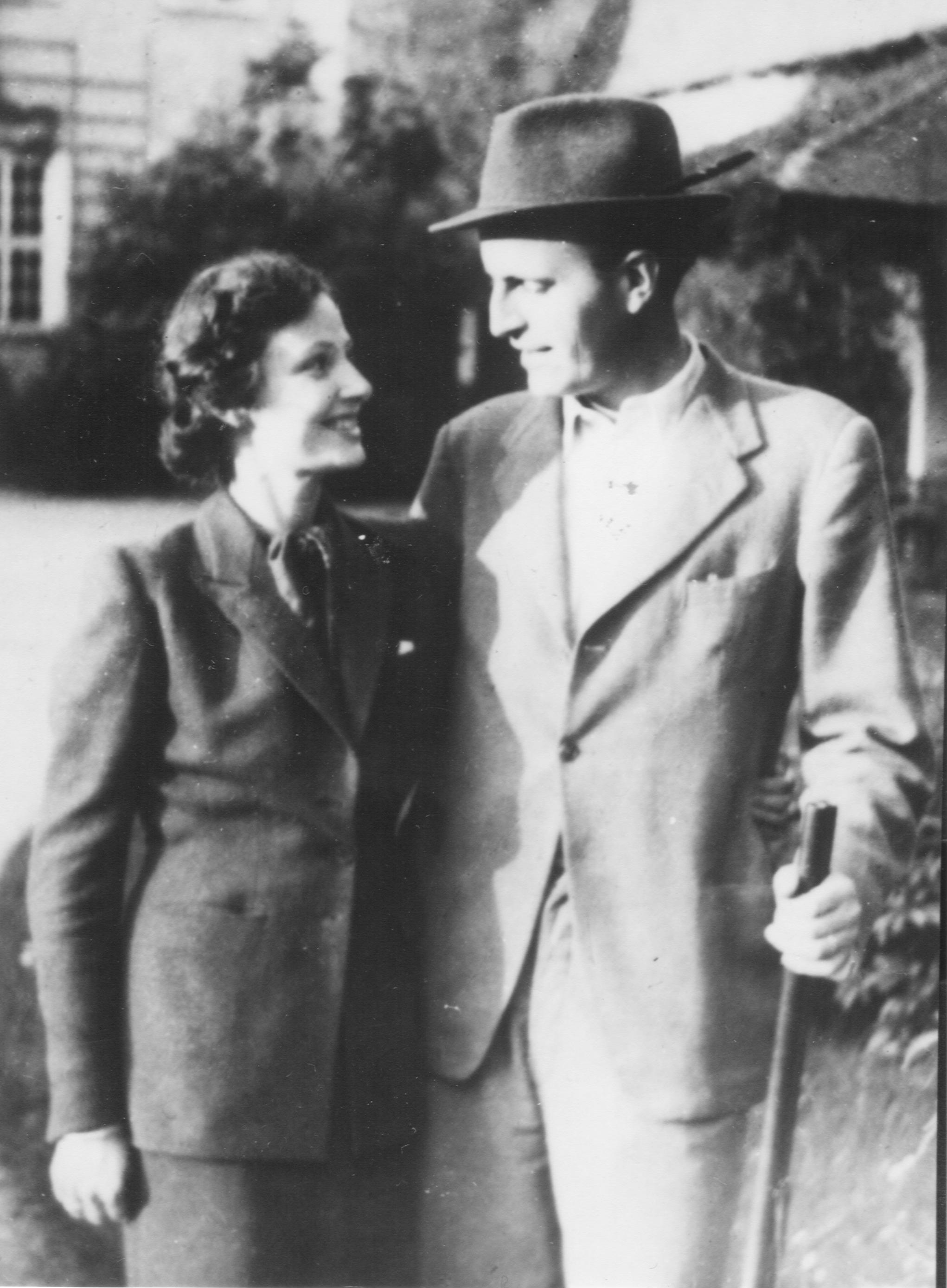
克拉丽塔·冯·特罗特（左）

克拉丽塔·冯·特罗特·楚·索尔茨（Clarita von Trott zu Solz，1917年9月19日—2013年3月28日）是一位德国医生、心理治疗师，也是德国抵抗运动高层人士、7月20日密谋案主谋之一弗里德里希·亚当·冯·特罗特·楚·索尔茨的遗孀。